# Lóránt Kriszta
Lóránt Kriszta (Budapest, 1971. január 1. –) színésznő, rendező, író. Csankó Zoltán színművész volt felesége.

## Élete
12 éves koráig (1983) Moszkvában éltek, mert édesapja külkereskedő volt. A Berzsenyi Dániel Főiskolán diplomázott. Többek között játszott az Arany János Színházban, a Merlin Színházban, a Tivoli Színházban, valamint a Radnóti Színházban és a Művész Színházban.

## Filmjei
- Kossuth vagy Széchenyi? (1977)
- Barátok közt (Dr. Ferenczy Orsolya) (2003–2011, epizódszerepek: 2013, 2018, 2020)
- …a szomszéd tehene (2024)

## Színházi szerepei
A Színházi adattárban regisztrált bemutatóinak száma: 13.
- Petőfi Sándor: János vitéz
- A csizmás kandúr
- Thuróczy Katalin: A két Hunyadi – Kanca
- Szathmári Sándor: Kazohinia – hin nő, behin nő
- Varga László: Kossuth vagy Széchenyi? – Juli, szobalány
- Sławomir Mrożek: Vatzlav – Nádakerek
- Csák György: Te hányas cipőt hordasz? – Pityóka
- Jean Genet–Szeredás András: A balkon – ministránslány
- Dale Wasserman: La Mancha lovagja – nő a börtönben
- Aiszkhülosz–Euripidész–Szophoklész: Test-vér-harc
- Füst Milán: Az árvák – szobalány
- Carlo Goldoni: Két úr szolgája – Clarice
- Eugen Eschner–Csorba Győző: Gergő király –virágáruslány

### Rendezései
- Cziráki Judit–Lóránt Krisztina: A hatalmas Színrabló
- Csák György: A kiskakas gyémánt félkrajcárja
- Weöres Sándor: Kőbéka
- Rakovszky Zsuzsa: A megbabonázott puding
- Csák György: Mese Pupajáról, aki felfalja a világot
- Mark Hollander: A teknős és a nyúl versenyfutása